# Kępno
Kępno è un comune urbano-rurale polacco del distretto di Kępno, nel voivodato della Grande Polonia.
Ricopre una superficie di 124,03 km² e nel 2004 contava 24 330 abitanti.